# Чиголе
Чиголе (итал. Cigole, ломб. Sìgole) — коммуна в Италии, располагается в провинции Брешиа области Ломбардия.
Население составляет 1522 человека, плотность населения составляет 169 чел./км². Занимает площадь 9 км². Почтовый индекс — 25020. Телефонный код — 030.
Покровителем коммуны почитается святитель Мартин Турский, празднование 11 ноября.